# Photostomias tantillux
Photostomias tantillux är en fiskart som beskrevs av Christopher P. Kenaley 2009. Photostomias tantillux ingår i släktet Photostomias och familjen Stomiidae. Inga underarter finns listade i Catalogue of Life.